# Pernilla Lindberg (golfspelare)
Pernilla Lindberg, född 13 juli 1986 i Bollnäs, Sverige, är en svensk professionell golfspelare. Hon vann 2018 års upplaga av major-tävlingen ANA Inspiration.